# Instituto de Tecnología de Harbin (Shenzhen)

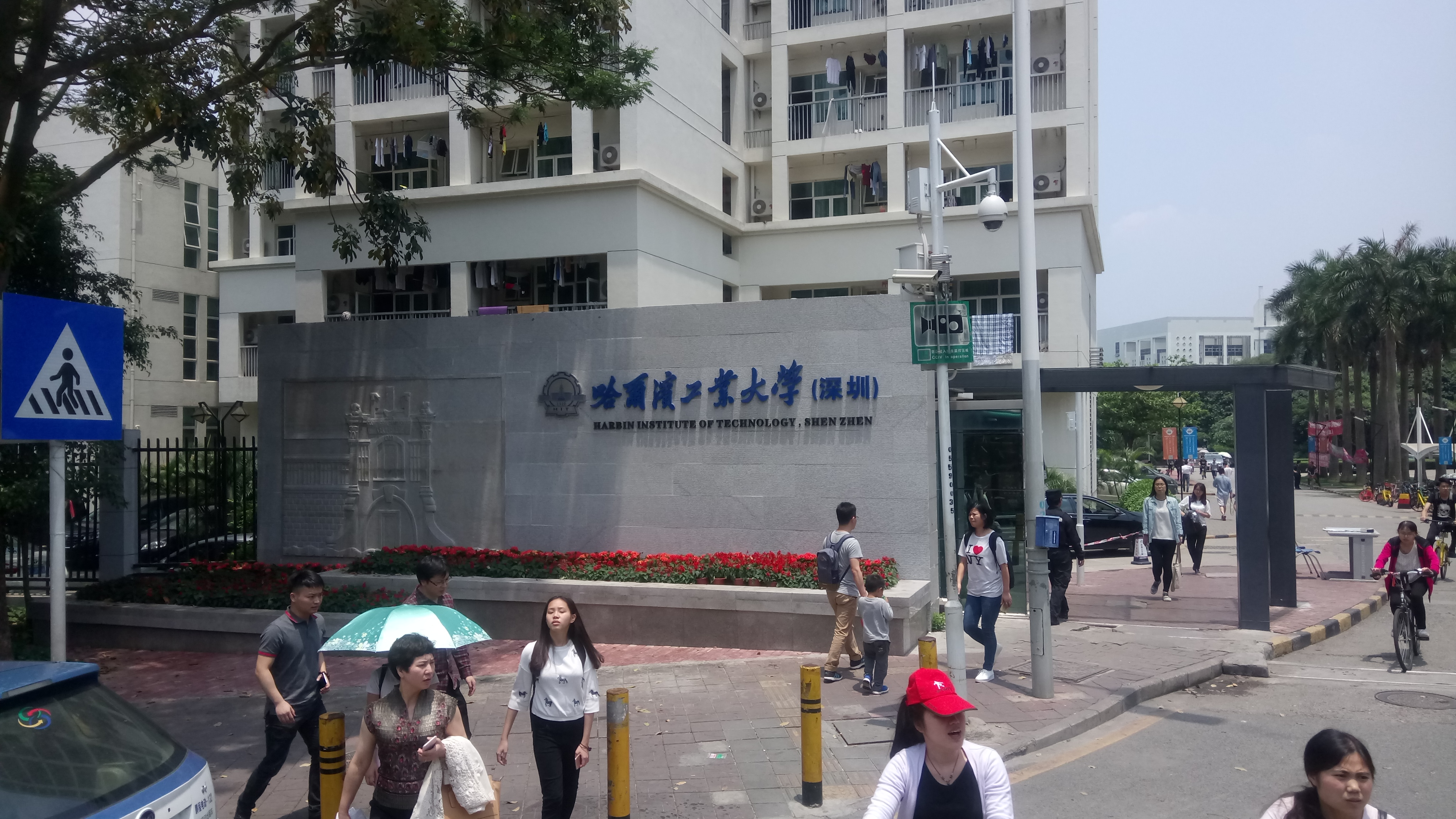
Instituto de Tecnología de Harbin (Shenzhen)

Instituto de Tecnología de Harbin (Shenzhen) en chino simplificado, 哈尔滨工业大学（深圳） (en inglés: Harbin Institute of Technology, Shenzhen, conocido por sus iniciales:HITSZ) es una institución educativa china organizada conjuntamente por el Instituto de Tecnología de Harbin y el gobierno municipal de Shenzhen dentro del Proyecto 211 de colegios y universidades de la República Popular China. Su predecesor fue la Escuela de Graduados de Shenzhen del Instituto de Tecnología de Harbin, que fue fundada en 2002.

## Historia
En mayo de 2001, el gobierno popular municipal de Shenzhen y el Instituto de Tecnología de Harbin firmaron un acuerdo de cooperación ciudad-escuela para establecer conjuntamente la escuela de graduados de Shenzhen integrada en el Instituto de Tecnología de Harbin.
En febrero de 2002, el Ministerio de Educación de la República Popular China aprobó el establecimiento de la escuela de graduados de Shenzhen del Instituto de Tecnología de Harbin y se instaló en la Ciudad Universitaria de Shenzhen.
En abril de 2014, el gobierno municipal de Shenzhen y el Instituto de Tecnología de Harbin firmaron un nuevo acuerdo de educación cooperativa para construir conjuntamente el Instituto de Tecnología de Harbin (Shenzhen) con un sistema educativo completo de pregrado, maestría y doctorado basado en la escuela de graduados de Shenzhen; en mayo fue aprobado por el Ministerio de Educación.
En julio de 2015, el gobierno municipal de Shenzhen firmó un acuerdo de cooperación con el Instituto de Tecnología de Harbin, la Universidad de las Artes de Zúrich y el Instituto de Arquitectura Avanzada de Cataluña, y las cuatro partes cooperaron para organizar el Instituto de Diseño Internacional de Shenzhen del Instituto de Tecnología de Harbin; en septiembre, se estableció la oficina preparatoria del Instituto de Tecnología de Harbin (Shenzhen) y el comité interino del partido, el exteniente de alcalde de Shenzhen, Tang Jie, como secretario interino del partido, comenzó oficialmente la construcción del nuevo campus.
En junio de 2016, se inició la formación con 376 estudiantes universitarios.
En julio de 2017, el Ministerio de Educación aprobó el Instituto de Tecnología de Harbin (Shenzhen) para inscribir estudiantes universitarios con un código de inscripción independiente.
En enero de 2018, el académico Zhou Yu, presidente del Instituto de Tecnología de Harbin, fue también, simultáneamente, presidente del Instituto de Tecnología de Harbin (Shenzhen). El nuevo campus comenzó oficialmente sus actividades.
En julio de 2020, Shenzhen International Design College comenzó oficialmente la construcción; en noviembre, el Ministerio de Educación aprobó el establecimiento de este Colegio Internacional de Diseño de Shenzhen integrado en el Instituto de Tecnología de Harbin Shenzhen.
En junio de 2022, el profesor Huang Yudong, vicepresidente del Instituto de Tecnología de Harbin, fue simultáneamente, el segundo presidente del Instituto de Tecnología de Harbin (Shenzhen). El Instituto Internacional de Diseño de Shenzhen depende de la sede del Instituto de Tecnología de Harbin para inscribir y aceptar a los primeros estudiantes universitarios.

## Docencia e Investigación

### Departamentos
El Instituto de Tecnología de Harbin (Shenzhen) cuenta actualmente con 6 disciplinas de ciencia, ingeniería, gestión, economía, literatura y arte, que abarcan 23 disciplinas de primer nivel y 11 facultades.
| Facultades                                             | Licenciaturas |
| ------------------------------------------------------ | --- |
| Facultad de Informática y Tecnología                   | informática y tecnología |
| Escuela de Ingeniería Electrónica y de la Información  | Ingeniería de la Comunicación, Ciencias e Ingeniería de la Información Optoelectrónica                                                           |
| Escuela de Ingeniería Mecatrónica y Automática         | Diseño mecánico y fabricación y su automatización, ingeniería eléctrica y su automatización, energía e ingeniería eléctrica, ingeniería robótica |
| Escuela de Ingeniería Civil y Ambiental                | Ingeniería Civil, Ingeniería Ambiental |
| escuela de ciencia e ingeniería de materiales          | Ciencia e Ingeniería de los Materiales |
| escuela de arquitectura                                | Planificación Urbana y Rural, Arquitectura |
| Facultad de Economía y Gestión                         | Economía, Contabilidad (Contabilidad Big Data)                                                                                                   |
| Facultad de Ciencias                                   | Ciencia de datos y tecnología de Big Data |
| Facultad de Humanidades y Ciencias Sociales            | |
| Instituto de Ciencias Espaciales y Tecnología Aplicada | |
| academia de marxismo                                   | |
| Instituto Internacional de Diseño de Shenzhen          | Diseño Industrial, Artes de Medios Digitales, Arquitectura                                                                                       |

### Recursos académicos
Personal
En marzo de 2020, 93 profesores de tiempo completo del Instituto de Tecnología de Harbin (Shenzhen) fueron seleccionados para el plan nacional de talentos, 256 fueron seleccionados para el plan local de talentos, casi el 80 % tiene estudios en el extranjero o experiencia laboral y casi el 90 % son nacionales. El gobierno de Shenzhen reconoció la exigencia de alto nivel para el instituto.
Instituciones de investigación
En marzo de 2020, el Instituto de Tecnología de Harbin (Shenzhen) tenía 52 centros de innovación, incluido 1 laboratorio clave del Ministerio de Industria y Tecnología de la Información, 1 laboratorio clave provincial de Guangdong, 1 centro de investigación de tecnología de ingeniería provincial de Guangdong y 19 laboratorios de primer nivel en Shenzhen, 18 laboratorios de ingeniería de Shenzhen, 8 plataformas de servicio público de Shenzhen y 3 instituciones de innovación del distrito Nanshan de Shenzhen. En la actualidad, el Instituto de Tecnología de Harbin (Shenzhen) está construyendo un grupo de laboratorios clave a nivel estatal, incluidas 5 plataformas de laboratorio a nivel nacional ampliadas y construidas en Shenzhen bajo el modelo de "una habitación, dos áreas" y 3 laboratorios clave con académicos investigadores.
El laboratorio de ciencia y tecnología del ciberespacio de Shenzhen en Guangdong (Laboratorio de Pengcheng) se construye con el Instituto de Tecnología de Harbin (Shenzhen) como unidad de apoyo principal.